# Aethria haemorrhoidalis
Aethria haemorrhoidalis är en fjärilsart som beskrevs av Stoll 1790. Aethria haemorrhoidalis ingår i släktet Aethria och familjen björnspinnare. Inga underarter finns listade i Catalogue of Life.

## Bildgalleri

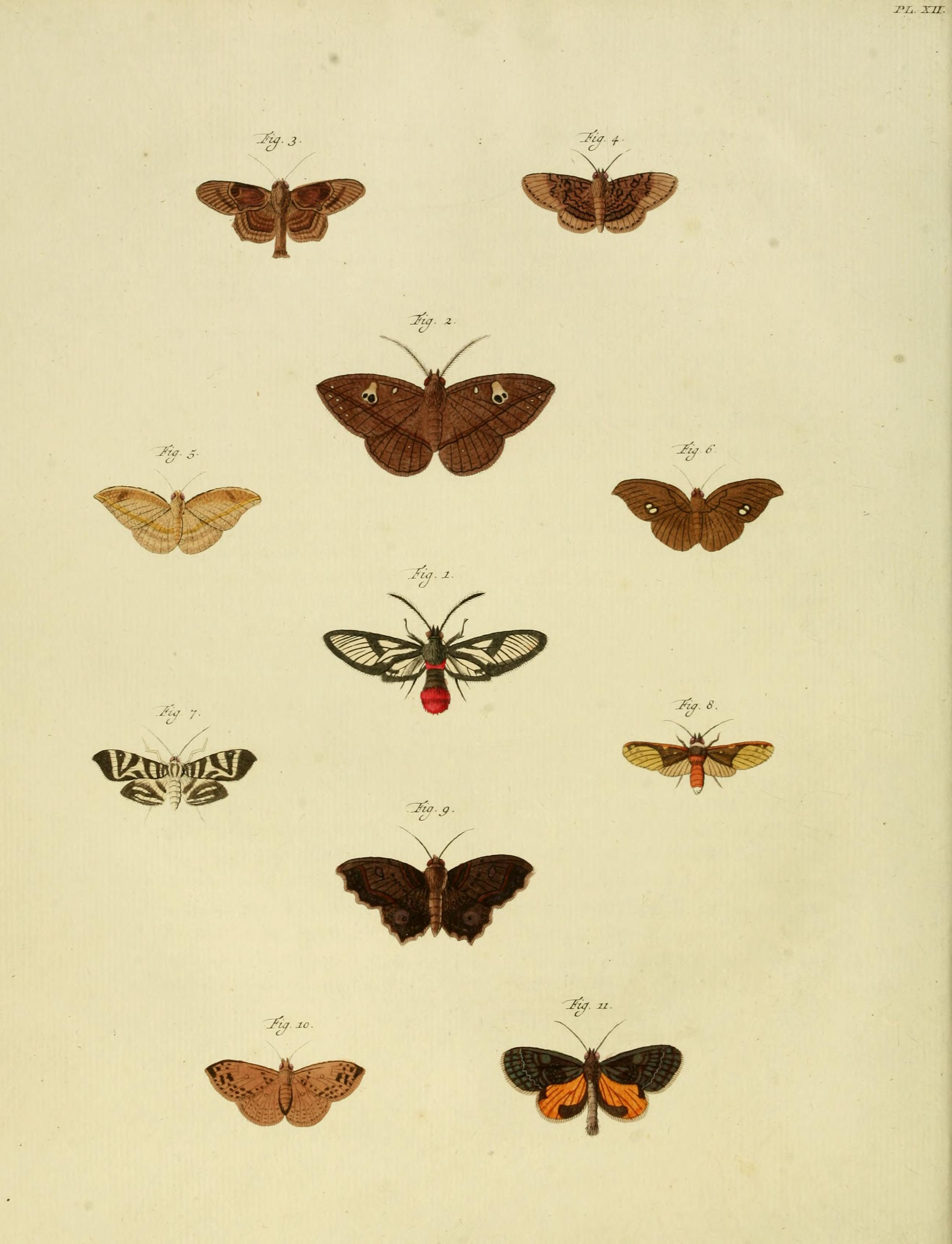